# Triazină
Termenul de triazină face referire la un grup de compuși organici heterociclici cu formula moleculară C3H3N3. Fiecare compus este analog al benzenului, în care trei dintre fragmentele C-H sunt substituite cu câte un atom de azot. Există trei izomeri, însă cel mai comun este 1,3,5-triazina.

Structura triazinelor: 1,2,3-triazină, 1,2,4-triazină și 1,3,5-triazină